# Dasymaschalon clusiflorum
Dasymaschalon clusiflorum là loài thực vật có hoa thuộc họ Na. Loài này được Elmer Drew Merrill mô tả khoa học đầu tiên năm 1906 dưới danh pháp Unona clusiflora. Năm 1915 tác giả này chuyển nó sang chi Dasymaschalon.
Loài này có ở Philippines và Borneo (gồm Brunei và Malaysia).

## Nâng cấp
- Dasymaschalon clusiflorum var. megalanthum Merr., 1915 = Dasymaschalon megalanthum (Merr.) Jing Wang & R.M.K.Saunders, 2012[4]: Có ở Philippines.[5]
- Dasymaschalon clusiflorum var. minutiflorum Nurmawati, 2003 = Dasymaschalon minutiflorum (Nurmawati) Jing Wang & R.M.K.Saunders, 2012[4]: Có ở Malaysia.[5]